# CAPE
La ratio precio-beneficio ajustada cíclicamente, comúnmente conocida como ratio CAPE, Shiller P/E, P/E 10, es una medida de valuación aplicada usualmente al mercado de valores S&P 500 de EE. UU. Se la define como el precio de mercado dividido por la media de diez años de beneficios netos después de impuestos (media móvil), ajustado por inflación. Como tal, es usada principalmente para evaluar rendimientos futuros probables de valores (acciones) en escalas temporales de 10 a 20 años, con valores de CAPE superiores al promedio implicando rendimientos promedio inferiores a su promedio anual de largo plazo. No pretende ser un indicador de inminencia de crisis de mercado, a pesar de que elevados valores de CAPE han sido asociados a tales acontecimientos.

## Antecedentes

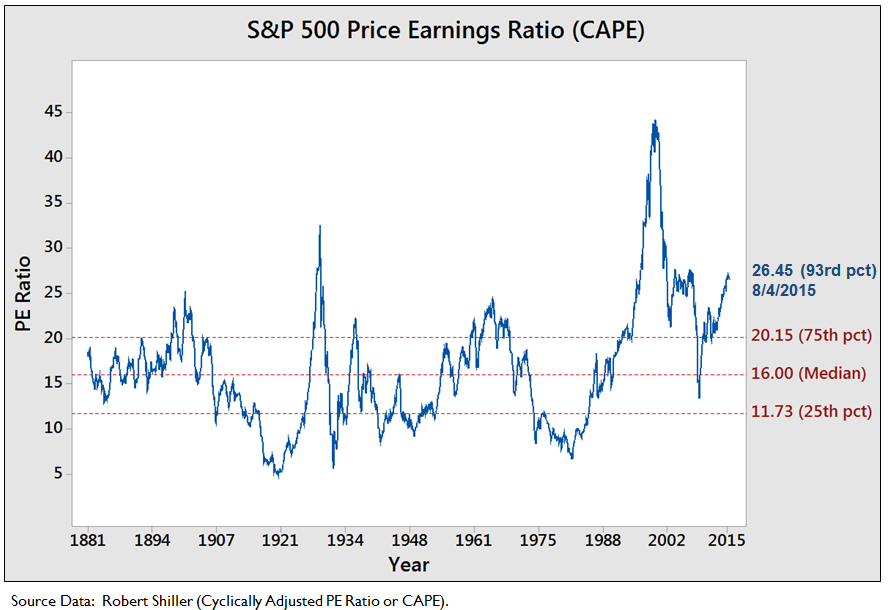
CAPE basado en datos del sitio web del economista Robert Shiller, del 8/4/2015. La medida 26.45 era el 93avo percentil, significando que el 93 % del tiempo los inversores pagaron menos por la generalidad de los valores en relación con sus rendimientos.

Los inversores en valores Benjamin Graham y David Dodd argumentaron a favor de nivelar los beneficios de una empresa sobre los últimos cinco a diez años en su ya clásico texto Análisis de Valores. Graham y Dodd advirtieron que los beneficios de un año eran demasiado volátiles como para ofrecer una adecuada idea del verdadero poder de obtener ganancias de una empresa. En un artículo de 1988, los economistas John Y. Campbell y Robert Shiller concluyeron que "una media móvil larga de los beneficios reales ayuda pronosticar los dividendos reales futuros" que por su parte se correlacionan con los futuros retornos de los títulos. La idea es tomar una media de largo plazo de las ganancias (típicamente 5 o 10 años) y ajustarla por inflación para pronosticar los retornos futuros. La media de largo plazo nivela la volatilidad de corto plazo de los beneficios y los ciclos comerciales de mediano plazo en la economía general, y ellos consideraron que reflejaba mejor la capacidad de una firma de generar beneficios a largo plazo.
Shiller popularizó más tarde la versión de 10 años de la P/E de Graham y Dodd como forma de valorar el mercado de valores. Shiller compartiría el Premio Nobel en Ciencias Económicas en 2013 por su trabajo en el análisis empírico de los precios de los activos.

## Uso en la predicción de rendimientos futuros
Utilizando información de mercado de reportes de ganancias del índice S&P, tanto estimadas (1881 - 1956) como reales (1957 en adelante), Shiller y Campbell encontraron que cuanto más bajo el CAPE, más alto el probable rendimiento para los inversores de los valores en los siguientes 20 años. El valor CAPE promedio para el siglo XX fue 15.21; esto se corresponde con un rendimiento anual promedio en los siguientes 20 años de alrededor 6.6 por ciento. Valores del CAPE superiores a este producen correspondientes rendimientos más bajos, y viceversa. En 2014, Shiller expresó preocupación porque el CAPE prevaleciente superior a 25 era "un nivel que desde 1881 fue superado solo en tres períodos previos: los años cercanos a 1929, 1999 y 2007. Caídas mayores del mercado siguieron a dichos máximos" (ref 4).
Sin embargo, las opiniones de Shiller han sido criticadas por ser demasiado pesimistas y basadas en la definición original de CAPE, que falla en tener en cuenta cambios recientes en la forma en que los beneficios son calculados con arreglo a las reglas de contabilidad; un análisis de Jeremy Siegel sugiere que una vez que el sesgo resultante es tenido en cuenta, se evidencia que el CAPE infraestima los rendimientos probables de los valores.
La medida exhibe una cantidad significativa de variación a lo largo del tiempo, y ha sido criticada como "no siempre correcta al señalar máximos o mínimos del mercado". Una razón propuesta para esta variación en el tiempo es que el CAPE no tiene en cuenta las tasas de interés libres de riesgo prevalecientes. Un debate común es si la ratio CAPE inversa no debería ser además dividida por el rendimiento a 10 años de los Bonos del Tesoro (de EE. UU.). Este debate recuperó actualidad en 2014 cuando la relación CAPE alcanzó un máximo histórico en combinación con muy bajos rendimientos de los Bonos del Tesoro (de EE. UU.) a 10 años.
Una alta ratio CAPE ha sido asociada a la frase "Exuberancia Irracional" y al libro de Shiller del mismo nombre. Después de que el presidente de la FED (de EE. UU.) Alan Greenspan acuñó la expresión en 1996, la ratio CAPE alcanzó un máximo histórico durante la burbuja de las .com del 2000. También alcanzó un máximo histórico nuevamente durante el ascenso de la burbuja inmobiliaria de 2007 antes del crash de la gran recesión.

## CAPE para otros mercados de valores
Originalmente derivado para el mercado de valores de EE. UU., el CAPE ha sido calculado desde entonces para otros 15 mercados. La investigación realizada por Norbert Keimling ha demostrado que la misma relación entre el CAPE y los rendimientos futuros de los valores existe en cada mercado de valores examinado hasta ahora. También sugiere que la comparación de los valores del CAPE puede ayudar a identificar los mejores mercados para la obtención de futuros rendimientos de valores, más allá del mercado de EE. UU.